# Oldřichov (okres Přerov)
Oldřichov je obec ležící v okrese Přerov, která se nachází v rovinaté části Moravské brány na levém břehu Bečvy. Žije zde 122 obyvatel. Charakter obce je od jejího založení zemědělský.

## Vybavenost
Obec je vybavena vodovodem a kanalizací s přírodní ČOV, je plně plynofikována.

## Doprava
Přes obec vede cyklostezka č. 6240 – Jantarová stezka, proto bylo pro cyklisty vybudováno naproti obecnímu úřadu odpočívadlo. Za obcí u řeky Bečky je cyklostezka č. 6239, která propojuje města Přerov a Lipník nad Bečvou.

## Galerie

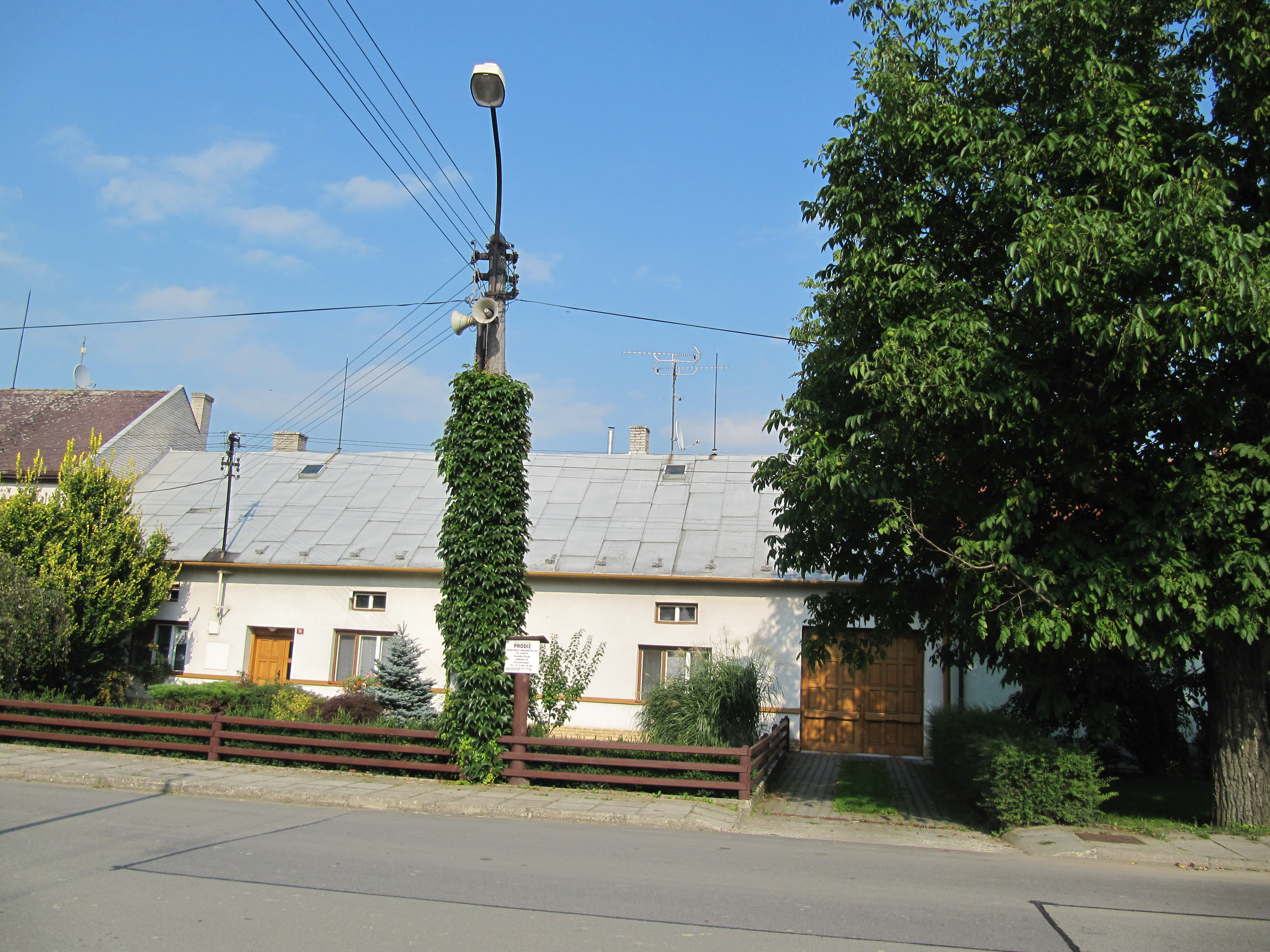
Dům č. p. 14
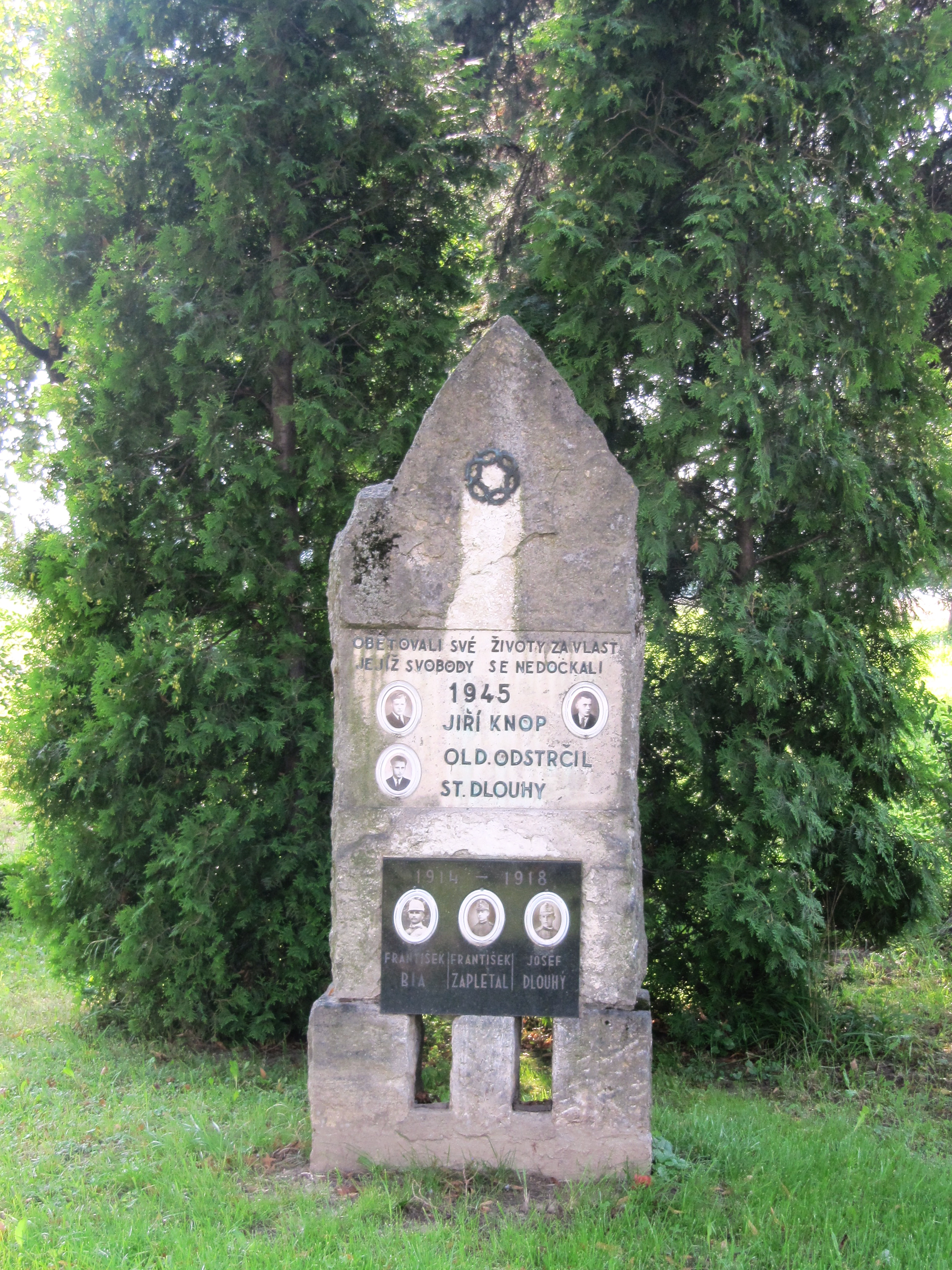
Pomník obětem válek
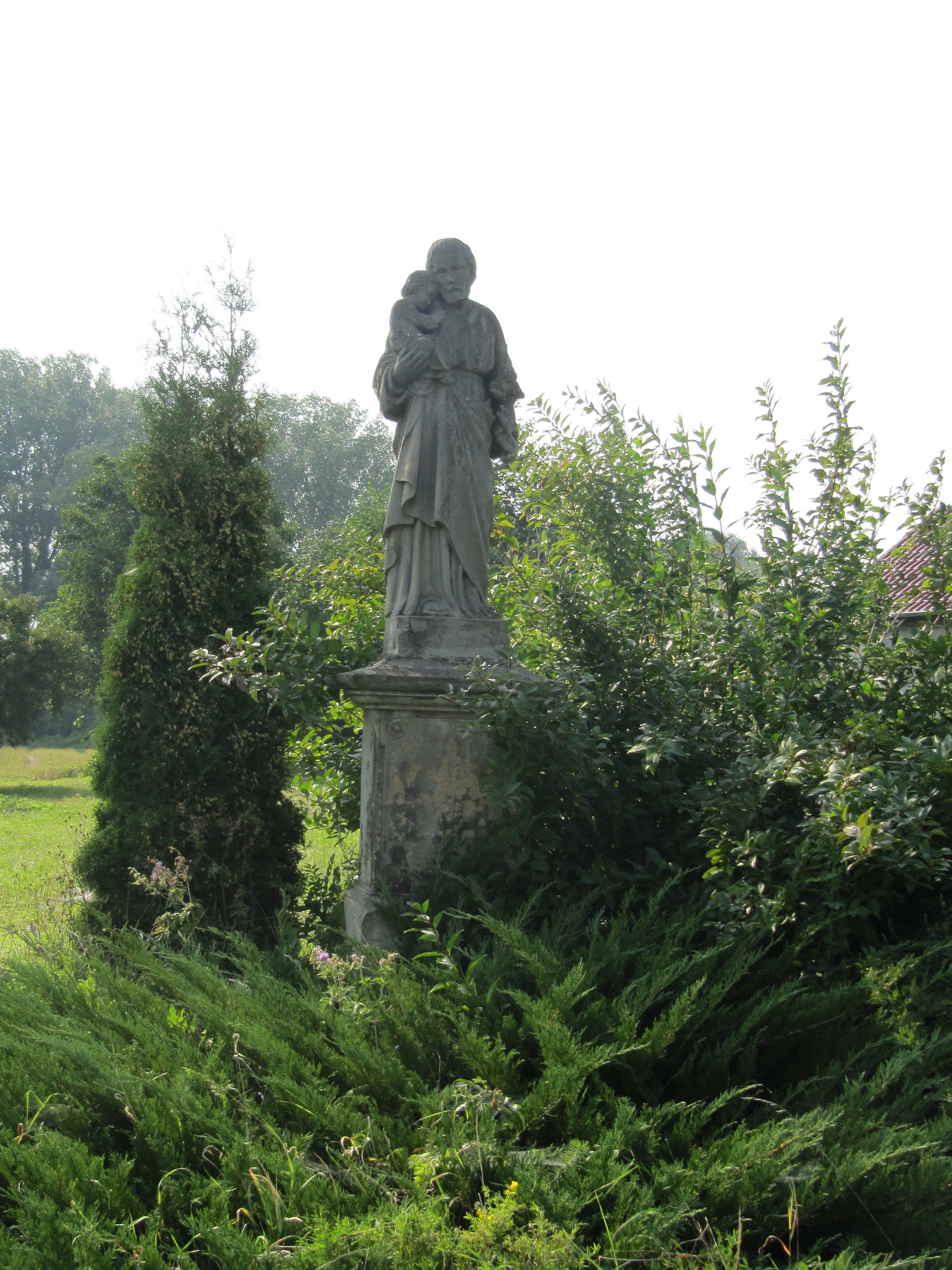
Socha sv. Josefa
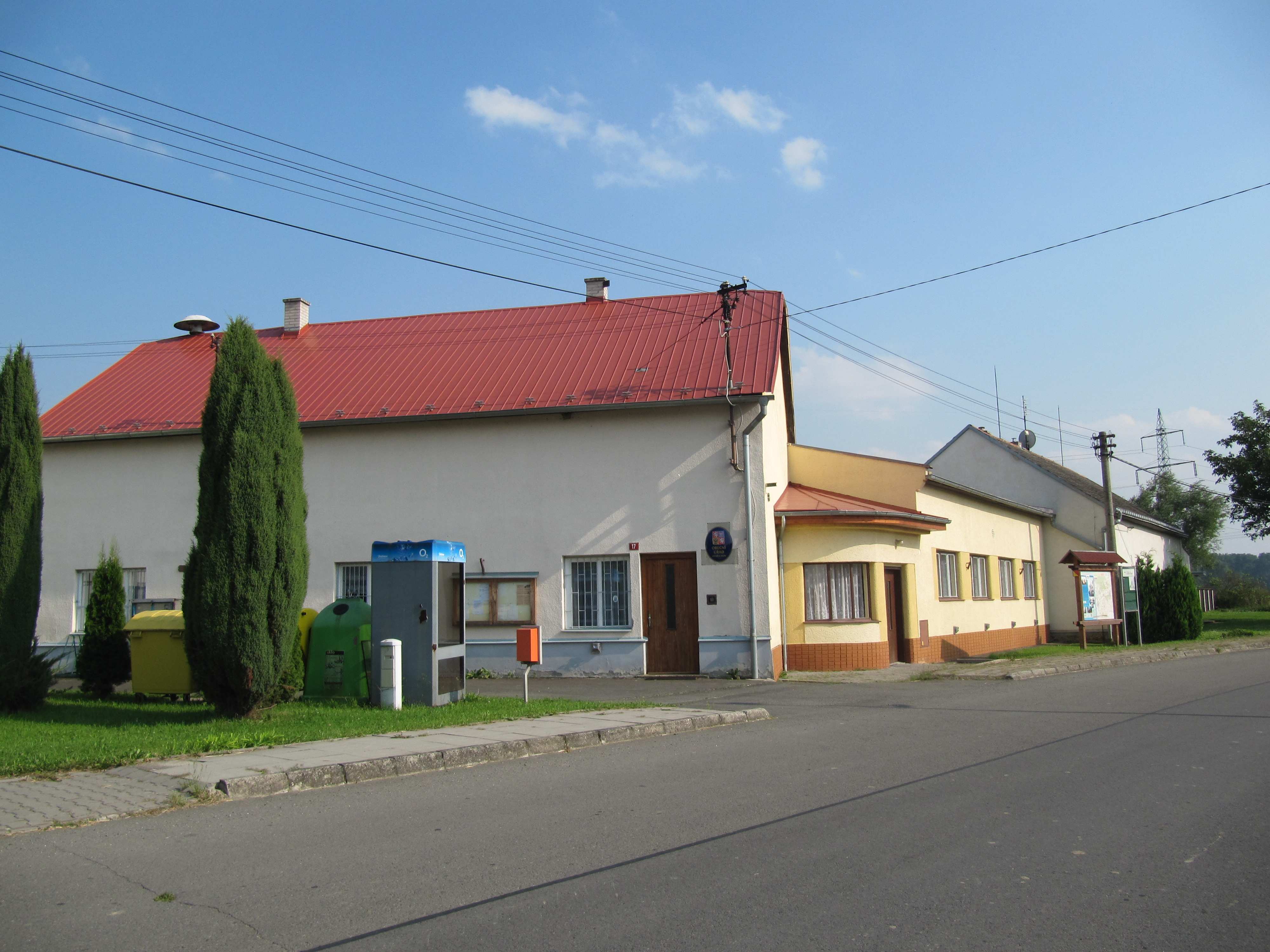
Obecní úřad